# Chiclayo
Chiclayo é uma cidade peruana, capital da região de Lambayeque, no norte do país. Está localizada a 13 quilômetros da costa do Pacífico e a 770 quilômetros da capital do país, Lima. Chiclayo é a quinta cidade mais populosa do Peru - depois de Lima, Callao, Arequipa e Trujillo, com uma população estimada em 609 400 habitantes, no ano de 2022. É também a segunda cidade mais povoada do norte do Perú, segundo o INEI.
Chiclayo compreende três distritos urbanos totalmente conurbados: Chiclayo, La Victoria e José Leonardo Ortiz, enquanto que a área metropolitana de Chiclayo é composta por doze distritos metropolitanos, que totalizavam 812 548 habitantes em  2020, o que a torna a quarta maior área metropolitanado país, depois de Lima, Arequipa e Trujillo.
Fundada por padres espanhóis como "Santa María de los Valles de Chiclayo" no século XVI, foi declarada uma cidade em 15 de abril de 1835 pelo então presidente Felipe Santiago Salaverry. Ele nomeou Chiclayo como "Cidade Heroica", para reconhecer a coragem dos seus cidadãos na luta pela independência, um título que ainda se mantém. Outros apelidos para Chiclayo incluem "A Capital da Amizade" e "Pérola do Norte". A cidade foi fundada perto de um importante sítio arqueológico pré-histórico, as ruínas huaris do Norte, que constituem os restos de uma cidade organizada a partir do século VII e que declinou no século XII, do Império de Tiauanaco-Huari.
O cardeal Robert Prevost, atual Papa Leão XIV, serviu como bispo de Chiclayo, de 2014 a 2023.

## Etimologia
Existem muitos relatos históricos diferentes para a nomeação de Chiclayo. Alguns atribuem o nome da cidade a um indígena conhecido como "chiclayoc" ou "chiclayep", que transportava gesso entre as antigas cidades de Zaña, Lambayeque e Morrope.
Outra versão afirma que na época em que a cidade foi fundada, a área abrigava uma fruta de cor verde chamada chiclayep ou chiclayop, que, no idioma moche significa "verde que pendura". Em algumas cidades nas terras altas da região de Cajamarca, polpas são conhecidas como chiclayos, outra evidência de que este fruto é a origem do nome da cidade.
Outra fonte indica que a palavra é uma tradução do extinto idioma moche e é derivado da palavra Cheqta, que significa "meio" e yoc que significa "propriedade de". Outros dizem que, na língua moche, havia palavras semelhantes, como Chiclayap ou Chekliayok, significando "lugar onde há ramos verdes".

## História

### Pré-colombiana
A cultura moche começou a se estabelecer entre os séculos I e VII, ocupando um território que se configura hoje na costa norte do Peru, abrangendo o que se tornaria na área costeira dos departamentos de Ancash, Lambayeque e La Libertad. Esta civilização chegar a um amplo conhecimento da engenharia hidráulica, que se refletiu na construção de canais, onde foi possível tirar proveito de águas de rios para irrigação de suas terras. Isto permitiu-lhes ter excedentes agrícolas e uma forte economia para o desenvolvimento. A cultura moche também caracterizou-se por um uso intensivo de cobre na fabricação de objetos decorativos, ferramentas e armas, e foram considerados os melhores ceramistas do antigo Peru graças ao trabalho bem elaborado feito em suas cerâmicas. Elas representavam divindades, homens, animais e cenas significativas referidas a temas cerimoniais e mitos que refletiam seu mundo. São famosos por seus retratos conservados em museus ao redor do país, com destaque para a expressividade, perfeição e realismo com o qual estão dotados. As últimas descobertas permitem estabelecer que esta civilização desapareceu como um resultado das catástrofes causadas pelo fenômeno do El Niño.

### Era colonial
A área onde a cidade foi fundada no início do século XVI foi habitada pelas etnias Cinto e Collique, desde que era uma das muitas regiões fundada por ordens do vice-rei Francisco de Toledo. Os chefes desses grupos indígenas foram responsáveis pela doação de uma parte de suas terras para a construção de um convento franciscano, tendo essa transferência de terras sido aprovada por Decreto Real de 17 de setembro de 1585. Assim, sob a invocação  de Santa María de la Concepción del valle de Chiclayo  e a direção do Padre Antonio de la Concepción, a Igreja Matriz e o convento franciscano foram erguidos, com o objetivo de evangelizar os nativos. Em torno desses prédios religiosos, Chiclayo cresceu em direção ao final do século XVI, desenvolvendo-se  também, gradualmente, as atividades dos comerciantes mestiços.